# RB Bragantino
Red Bull Bragantino, được gọi là RB Bragantino hay đơn giản là Bragantino, là một đội bóng đá Brazil được thành lập bởi sự hợp nhất của Bragantino với Red Bull Brasil.
Mặc dù sự hợp tác bắt đầu vào tháng 4 năm 2019, trong năm 2019 Campeonato Brasileiro Série B (giải hạng hai của bóng đá Brazil), đội sẽ được gọi là Bragantino và Red Bull sẽ chỉ xuất hiện với tư cách là nhà tài trợ. Trong mùa giải năm 2020, tên sẽ được đổi thành RB Bragantino.